# 毛脉对叶兰
毛脉对叶兰（学名：Neottia longicaulis）为兰科鸟巢兰属下的一个种。其种加词“Longicaulis”意为“长茎的”。